# Jan Kabelík

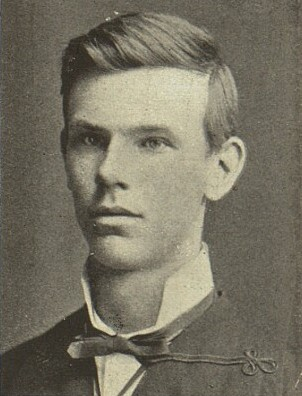
Jan Kabelík v roce 1888

Jan Kabelík (6. května 1864, Přerov – 16. října 1928, Praha) byl český literární historik, pedagog a autor učebnic, s celoživotním vztahem k Moravě.

## Život
Narodil se v rodině přerovského měšťana Františka Kabelíka a jeho manželky Antonie, rozené Lehnerové. Rodiče pocházeli z Rokycan. Na gymnáziu v Přerově maturoval v roce 1881, poté vystudoval filozofickou fakultu pražské univerzity, kde úspěšně ukončil studia v roce 1886. Poté učil na středních školách v Telči, Přerově a Plzni; v letech 1902–1923 byl profesorem na státní průmyslové škole na Smíchově. Na Smíchově žil i zemřel.

### Společenské aktivity (spolky)
Jan Kabelík byl aktivním členem řady spolků jako Moravská beseda (člen výboru), Moravské kolo spisovatelů, Kruh přátel literatury české, Moravskoslezská beseda, Ústřední matice školská (člen výboru), Spolek Radhošť a další.

### Rodinný život
S manželkou Karlou, rozenou Šikutovou (1866–1938) měl tři syny. Nejstarší syn MUDr. Jan Kabelík (1891–1979) byl zakladatel českého preventivního lékařství a profesor na univerzitě v Olomouci. Další syn Vladimír Kabelík starší (1894–1963) byl filmový producent, vedoucí výroby a scenárista.

## Dílo

### Příspěvky do novin a časopisů
Přispíval do řady deníků a časopisů jako Lidové noviny,Časopis Matice moravské, a mnoha dalších.

### Redakce a doslovy (příklady)
- Babička Boženy Němcové (vydavatel Šolc a Šimáček Praha, 1920–1941, úprava a předmluva)

### Učebnice
- O četbě dramat na školách středních (s ukázkou rozboru Bozděchova "Barona Goertze"; Přerov 1894)
- Česká čítanka průmyslová (Pro školy průmyslové, odbor., řemesl. a pokrač.; Praha, Höfer a Klouček 1904; Státní ústav pro učebné pomůcky škol průmyslových a odborných 1920)
- Česká čítanka pro ženské školy odborné (Praha, F. Šimáček, 1910, 1913, 1919)
- Česká čítanka pro první třídu škol středních (Brno, Karel Winiker, 1917, 1920)
- Čítanka pro dvouleté a tříleté školy rodinné a ústavy příbuzné (Praha, Šolc a Šimáček, 1923)
- Čítanka pro roční dívčí odborné školy rodinné, jejich kursy a pro lidovou školu pokračovací (Praha, Šolc a Šimáček, 1923)
- Slovenská čítanka (Nákladem Emila Šolce, Praha 1925)
- Čítanka pro nižší školy zemědělské (Praha, Ministerstvo zemědělství RČS, 1927)

### Vlastní díla (příklady)
- O Shakespearových dramatech v Čechách (V Praze, nákladem vlastním, 1885)
- Povídky ze Shakespeara (20 sešitů, ilustrace Artuš Scheiner; Praha, Šolc a Šimáček, mezi 1901 a 1925)

## Zajímavost
Spolu s Albertem Pražákem byl Jan Kabelík kritikem věcných nedostatků knihy Roberta Williama Seton-Watsona The New Slovakia. Tato kniha, která vyšla v roce 1924, obsahovala některé nesprávné statistické údaje, které zhoršovaly pohled na podíl Čechů na tehdejším rozvoji Slovenska.

## Ocenění
- V roce 1908 obdržel ruský Řád svatého Stanislava II. třídy[9]